# Trip (canção de Ella Mai)
"Trip" é uma canção gravada pela cantora britânica Ella Mai, para seu álbum epônimo de estreia. Lançada em 3 de agosto de 2018, por intermério da 10 Summers e Interscope Records, foi escrita por Mai, Varren Wade, Quinton e Dijon McFarlane, com produção adicional de Cyril Ndlovu. Nos Estados Unidos, a canção atingiu a 11ª posição e, no Reino Unido, a 47ª posição.